# Corinne Nora Huber
Corinne Nora Huber (* 1986 in Aarau) ist eine Schweizer Musikerin (Gesang, Cello, Piano, Gitarre, Banjo, Bass).

## Leben und Wirken
Huber ist in einer Musikerfamilie in Rupperswil aufgewachsen; ihr Vater ist der Pianist und Komponist Felix Huber; der Saxophonist Christoph Huber ist ihr jüngerer Bruder. Sie begann früh Gitarre, Cello und Klavier zu spielen, später kam der Kontrabass hinzu. Mit 15 Jahren nahm sie Gesangsunterricht. Mit dem Vater und dem Bruder musiziert sie seit Kindheit im Trio. Nach der Matura absolvierte Huber zunächst ein Studium von Geschichtswissenschaft und Literatur an der Universität Basel und arbeitete daneben als Journalistin für die Basler Zeitung. Zeitgleich zu den Bachelorprüfungen an der Uni machte sie die Aufnahmeprüfung für die Jazzschule; kurz darauf begann sie ein Studium an der Hochschule der Künste Bern, das sie 2017 mit einem Master of Composition & Arrangement abschloss. Corinne studierte Gesang bei Efrat Alony und Andreas Schaerer sowie Komposition bei Martin Streule, Django Bates, Bert Joris, Frank Sikora und Christoph Baumann.
Mit ihrer Band Nojakîn gewann Huber als Singer-Songwriter bereits während ihres Studiums eine Förderung des Aargauer Kuratoriums. Mit der Unterstützung von SRF 2 nahm die Gruppe 2015 ihr Debütalbum Silent Smile auf. Im selben Jahr tourte die Band in der Schweiz, Deutschland, Österreich, der Slowakei und Tschechien. 2016 zeichnete das Aargauer Kuratorium Huber mit einem Werkbeitrag aus: Sie verbrachte ein halbes Jahr in New York, wo es zur Kooperation mit dortigen Musikern wie Philip Dizack, Tamir Shmerling und Angelor Spampinato und letztlich zur Band Roiin kam. Roiin wurde 2018 an den BeJazz Transnational Contest in Bern eingeladen, worauf es zur Wiedervereinigung und ersten Schweiztour der Band kam. Nojakîn war 2017 Teil des Suisse Diagonales Jazz Festival; 2018 erschien das zweite Album Perfection in a Bird, wie der Erstling beim deutschen Label QFTF veröffentlicht. Im Sommer 2019 zog Corinne nach London (Atelierresidenz des Aargauer Kuratoriums). Im selben Jahr kam es zur Kollaboration mit David Jegerlehner (aka Dave Eleanor) und kurz darauf zur Gründung von Divvas als elektronischem Avant-Pop Duo; es veröffentlichte im Juni 2020 eine erste EP Challenger Deep.
Als Sängerin wirkte Huber in verschiedenen Bands wie Malou Bien, Mad Girl, May Kasahara, NOJA, und UBQ; auch ist sie in der Grossproduktion Ikarus der Tanzkompanie Flamencos En Route sowie in Fukushima Memoriam (zum Gedenken der Atomkatastrophe in Japan) ihres Vaters aufgetreten. Als Komponistin hat sie auch für den Kirchenmusikkongress Schweiz 2015 gewirkt.